# Polycera faeroensis
Polycera faeroensis är en snäckart som beskrevs av Henning Mourier Lemche 1929. Polycera faeroensis ingår i släktet Polycera och familjen Polyceridae. Arten är reproducerande i Sverige. Inga underarter finns listade i Catalogue of Life.